# Norra Bredsjön
Norra Bredsjön är en sjö i Smedjebackens kommun i Dalarna och ingår i Norrströms huvudavrinningsområde. Sjön är 34 meter djup, har en yta på 1,89 kvadratkilometer och befinner sig 266 meter över havet. Sjön avvattnas av vattendraget Hedströmmen.

## Delavrinningsområde
Norra Bredsjön ingår i det delavrinningsområde (665158-146551) som SMHI kallar för Utloppet av Norra Bredsjön. Medelhöjden är 292 meter över havet och ytan är 13,6 kvadratkilometer. Det finns ett avrinningsområde uppströms, och räknas det in blir den ackumulerade arean 22,93 kvadratkilometer. Hedströmmen som avvattnar avrinningsområdet har biflödesordning 3, vilket innebär att vattnet flödar genom totalt 3 vattendrag innan det når havet efter 259 kilometer. Avrinningsområdet består mestadels av skog (72 procent). Avrinningsområdet har 1,9 kvadratkilometer vattenytor vilket ger det en sjöprocent på 13,9 procent.